# Tengen Toppa Gurren Lagann
Tengen Toppa Gurren Lagann (japanski 天元突破グレンラガン, doslovni prijevod "Gurren Lagann koji prodire kroz nebo") japanska je ZF akcijska drama-komedija anime i manga serija iz 2007. koju je napisao Kazuki Nakashima. Radnja isprva počinje kao Alegorija pećine da bi kasnije prerasla u akcijsku komediju u kojima se junak Simon sa svojim divovskim robotom Gurrenom Lagannom bori protiv tajnovitih neprijatelja koji prijete ljudskom rodu. Završne epizode okreću se prema filozofskoj struji i raspravljaju o temama kao što su samopoštovanje, motivacija i razvoj koji pokreće život.
Anime je 2008. emitiran i u SAD-u.

## Radnja
U budućnosti, ljudi žive ipod površine, u podzemnim špiljama, gdje kopaju svakodnevno kako bi stvorili prostor za nove nastambe. Vođe i poglavari im govore da nebo ne postoji i da na površini nema ničega. Simon je 14-godišnji dječak čiji su roditelji preminuli u nekom potresu. Nepopularan je i cure ga većinom izbjegavaju. Ipak, stariji mladić Kamina postane njegov prijatelj i zaštitnik, hrabreći ga porukama da treba pokušati činiti nemoguće. Jednom prilikom, Simon iskopa tajnoviti ključ u obliku bušilice te s njim uspijeva aktivirati i pokrenuti zakopanog divovskog robota, tzv. Gunmana, u obliku glave, kojeg nazove Lagann (u prijevodu "zatvoreno lice"). Upravo tada, u selo upada drugi Gunman koji počne napadati ljude, a s njim padne i ratoborna djevojka Yoko koja se pridruži Simonu i Kamini. Uključivši robota, Simon uspijeva pobijediti zlog Gunmana i probiti se po prvi put u životu na površinu, gdje ostane zapanjen prizorom neba i Sunca. Jednom na površini, Simon i Kamina, te njihova krtica ljubimac Koota, pridruže se selu iz kojeg je Yoko a koje se svakodnevno bori s tajnovitim Gunmanima kojima upravljaju "ljudi-zvijeri". 
Otkriju da stanoviti diktator Lordgenome provodi progon ljudi na površini kako bi ih sve natjerao da žive u tunelima, iako je i sam čovjek. Međutim, Kamina uspije prisvojiti jednog Gunmana kojeg nazove Gurren ("duboko crveni") kojega kasnije ujedini sa Simonovim robotom i formira velikog robota imenom Gurren Lagann, koji se priključi u borbi za slobodu čovječanstva. Ubrzo izazovu bijes čovjeka-zvijeri Virala koji također upravlja svojim Gunmanom. Na svojem putu, Simon naiđe na gay inženjera Leerona, pokornog mladića Rossiuja koji je shvatio prevaru tradicije u svojem selu, Kittana, tri sestre Kiyal, Kiyoh i Kinon te druge. Svi zajedno uspiju ukrasti divovski hodajući brod te se približiti Teppelinu, glavnom gradu Lordgenomea, ali pritom Kamina pogiba. Ujedno upoznaju i Lordgenomovu odbačenu kćer Niju koja se sprijatelji sa Simonom. Usprkos slabim šansama, zahvaljujući svojoj snazi i privrženosti cilju, Simon uspijeva s Gurrenom Lagannom osvojiti Teppelin i pobijediti Lordgenoma, ali mu ovaj prije svoje smrti da strašno upozorenje da će "Mjesec postati paklena klopka kada broj ljudi na površini Zemlje dosegne brojku od jedan milijun".
7 godina kasnije, osnovan je Kamina City i ljudi žive mirno na površini. U međuvremenu, Simon je postao vrhovni poglavar države a svi njegovi borci su si priskrbili pozicije ministara ili drugih državnih službenika. Yoko je otišla. Međutim, kada je stanovništvo svijeta poraslo na jedan milijun, počela se ostvarivati proročanstvo Lordgenoma: pojavili su se tzv. Anti-Spiralci i uz pomoć Nije počeli napadati gradove diljem svijeta. Pokrenut je i mehanizam približavanja Mjeseca Zemlji, što bi moglo imati katastrofalne posljedice na život. Rossiu primijeti nezadovoljstvo ljudi pa pronađe žrtveno janje - Simona - te ga osudi na smrt. Međutim, Simon i Viral se udruže te s Gurrenom Lagannom uspiju probiti Anti-Spiralce te zaustaviti pad Mjeseca, koji se ispostavi kao jedan divovski prerušeni brod zvan Cathedral Terra. Rossiu uspijeva oživiti Lordgenoma koji mu ispriča da su sva živa bića na Zemlji tzv. Spiralci, entiteti kojima je u spiralnim genima ugrađena šifra za napretkom i daljnim razvojem, koji je osobina i cijelog svemira, dok su tzv. Anti-Spiralci bivši Spiralci ali su odbacili takav način života te sada smatraju Spiralce prijetnjom jer bi se mogli razviti izvan granica mogućnosti te tako iscrpiti i uništiti svemir. Naoružani, Simon i kompanije odluče krenuti u obračun s Anti-Spiralcima u drugoj dimenziji te im se pridružuje Yoko. Pretvorivši Gurrena Laganna u nekoliko gorostasnih robota, tako stvorivši supermasivnog Tengen Toppa Gurren Laganna, Simon uspijeva uništiti Anti-Spiralca. Natrag na Zemlji, ženi se s Nijom, ali se ona dezintegrira jer je i sama bila umjetna tvorevina koja je postojala samo zahvaljujući snazi Anti-Spiralaca. Simon se povlači iz javnosti dok Zemlja počinje kontakte s drugim civilizacijama na dalekim planetima.

## Glasovi
- Tetsuya Kakihara - Simon
- Marina Inoue - Yoko
- Yukari Fukui - Nia Teppelin
- Noboyuki Hiyama - Viral
- Masaya Onosaka - Leeron
- Katsuyuki Konishi - Kamina
- Mitsuki Saiga - Rossiu
- Daiki Nakamura - Dayakka

## Incident na websiteu 2channel
Anime je popraćen malenom kontroverzom zbog kojeg je Takami Akai, producent serije i jedan od osnivača studija Gainax, podnio ostavku: naime, nakon premijere "Gurrena Laganna" 1. travnja, članovi websitea 2channel su na forumu kritizirali prvu epizodu. Kao odgovor na te kritike, Keiko Mimori, članica produkcijske ekipe koja je pratila reakcije na seriju, napisala je na svojoj društvenoj mreži da "prezire 2channel iz dna duše" te da bi ti "glupi ljudi trebali umrijeti". Akai je pod pseudonimom također iskazao prezir i teško gnušanje prema komentarima na 2 channelu. U 4. epizodi, gost Osamu Kobayashi je bio redatelj animacije te je dizajn likova te epizode nacrtao dosta bliže karikaturi nego realističnoj animaciji ostatku serije. 2channel je ponovno imao negativnih komentara na tu 4. epizodu, nakon čega je Mimori opet napala njihovo mišljenje te ih nazvala "amaterima". Zbog negativnih reakcija publike, Mimori se ispričala dok je Akai podnio ostavku te je njegovo ime izbrisano iz odjavne špice "Gurrena Laganna" od pete epizode nadalje.

## Kritike
| „            | "Gurren Lagann" je anime kod kojeg morate doista pogledati sve epizode kako bi uvidjeli napredak u likovima. To je najočitije u Simonu, koji započinje kao stidljiv, prestrašen i slab lik - što definitivno nije materijal za junaka. No on se otvara kroz događaje u seriji, postane jači te je jedan od mojih najdražih likova...Sa svim ovim pohvalama, zvuči kao anime od 5 zvjezdica, zar ne? Na žalost, ne. Osobno, nije mi se svidjela Nia. Ona se odjednom pojavi od nigdje u kutiji u epizodi 9 i automatski postane Simonova ljubav, brže nego što možete izgovoriti "Spoji četiri". Ne pomaže ni to što je njen debi odmah nakon važnog događaja u priči, što čini njeno predstavljane u najmanju ruku čudnom. | ” |
| — Tim Jones, | |   |

| „        | "Gurren Lagann" hoda po poznatom terenu, ali razumije žanr koji nastanjuje i upotrebljava klišeje za veće dobro. Eskalacija bitaka, minimum "ispraznih epizoda", epske teme i jednostavna poruka "vjerovanja u sebe i druge" sve tvore zabavnu dramu. Također, činjenica da je priča ispričana za samo 27 epizoda (većina mecha opera ima preko 50) je nešto što također treba zamijetiti...Međutim, šarm serije i njene "bori se-izgubi-bori se-pobijedi" formule je možda previše za svoj vlastiti scenarij. Pretvara se u klopku ponavljanja za priču, i u pogodnost za pisca: tu je prepreka, shvaćanje, skupljanje energije, zlikovac eksplodira, ispiranje. Ipak, rezultati su spektakularni i tu ima iskrenog rasta likova. Tipično, likovi u mecha žanru se rađaju za svoje uloge - usprkos promjenama koje dožive, ostaju više-manje iste osobnosti. S druge strane, Simon započinje seriju kao sramežljiv dečko a završi kao mitološka figura. | ” |
| — Ender, | |   |

| „             | Formula "Čudovišta dana" je zasijenjena sumanutom količinom razvoja priče, razvoja likova i kreativnosti. Nevjerojatni protagonisti se bore protiv jednako nevjerojatnih zlikovaca u kinetičkom sudaru gdje je samopouzdanje sva moć koja je potrebna likovima...Usprkos svim postignućima serije, ona nije bez mana. Prvih 15 epizoda su zapanjujuća izložba kreativnog pričanja priče koje su postale moj osobni standard koji očekujem da će svi budući animei slijediti. Zapravo, prvi dio je tako dobar da u usporedbi s njim većina preostalih 12 epizoda više liči na fanfiction. Ne, ova serija nikad ne prestaje biti cool. U neku ruku, serija polagano raste u ambicijama sa svakom epizodom, ali zapravo prihvatiti priču u drugom dijelu zahtijeva smrt mozga. | ” |
| — Shadowmage, | |   |